# Bing
Bing — пошукова система, що належить компанії Microsoft. Цей пошуковий сервіс змінив попередні пошукові, що розроблялись корпорацією: MSN Search, Windows Live Search та пізніше Live Search. Bing виконує пошук тексту, зображень, відео або географічних об'єктів, які потім показує на мапі. Сервіс працює на платформі ASP.NET.
Пошукова система має ряд унікальних особливостей, таких як можливість перегляду результатів пошуку на одній вебсторінці (замість того, щоб перегортати сторінки результатів пошуку), а також можливість динамічно коректувати обсяг інформації, яка відображається для кожного результату пошуку (наприклад, тільки назва, коротке зведення або велике зведення).

## Рушій
На початку 2009 року в компанії Microsoft почалося внутрішнє тестування нового пошукового рушія з кодовим ім'ям Kumo, який 1 червня 2009 року став основою, що прийшла на зміну Live.

## Чат-бот
7 лютого 2023 року Microsoft оголосила про капітальне оновлення Bing, включаючи додавання функціональності чат-ботів, що продається як «новий Bing». Microsoft описала новий Bing як заснований на великій мовній моделі від OpenAI, «яка є більш потужною, ніж ChatGPT, і налаштована спеціально для пошуку». В умовах надання послуг продукт називається «Bing Conversational Experiences». У березні 2023 року Microsoft повідомила, що Bing Chat працює на основі GPT-4 від OpenAI. За даними Microsoft, мільйон людей приєдналися до списку очікування протягом 48 годин. Після реєстрації в списку очікування користувачам була запропонована можливість частково проскочити вперед у списку очікування, або встановивши у своєму браузері Bing пошуковою системою за замовчуванням, або завантаживши додаток Bing, але це не дало користувачам швидшого доступу до чату Bing.
19 липня 2023 року Microsoft додала функцію візуального пошуку в чат-бот Bing на основі штучного інтелекту. Функція заснована на великій мультимодальній моделі GPT-4 компанії OpenAI. Вона може розпізнавати об'єкти, інтерпретувати зміст і здійснювати пошук за змістом зображення. Щоб скористатися візуальним пошуком, необхідно перейти в режим чату, завантажити зображення, ввести запит і натиснути на кнопку «відправити повідомлення», протягом кількох секунд чат-бот видасть результат. Візуальний пошук доступний користувачам по всьому світу на ПК і в мобільних додатках Bing.
15 листопада 2023 року, як повідомив ресурс The Verge, Microsoft оголосила про зміну назви свого чат-бота Bing Chat, який був запущений як частина пошукової системи Bing. Відтепер він буде називатися Microsoft Copilot. Також повідомлено, що Microsoft Copilot інтегрований в пошукові результати Bing, браузер Microsoft Edge та операційну систему Windows 11. Також Microsoft стверджує, що пошуковик Bing залишається важливою частиною Copilot, оскільки він надає технологію та дані для багатьох функцій чат-бота.